# Сасамото Макото
Макото Сасамото (яп. 笹本 睦; нар. 21 жовтня 1977, Саґаміхара, префектура Канаґава) — японський борець греко-римського стилю, срібний призер чемпіонату світу, бронзовий призер чемпіонату Азії, чемпіон та бронзовий призер Азійських ігор, учасник трьох Олімпійських ігор.
Боротьбою займається з 1992 року.

## Виступи на Олімпіадах
| Змагання                    | Збірна | Вагова категорія | Місце |
| --------------------------- | ------ | ---------------- | ----- |
| Літні Олімпійські ігри 2000 | Японія | 58 кг            | 8     |
| Літні Олімпійські ігри 2004 | Японія | 60 кг            | 5     |
| Літні Олімпійські ігри 2008 | Японія | 60 кг            | 10    |

## Виступи на Чемпіонатах світу
| Змагання                        | Збірна | Вагова категорія | Місце  |
| ------------------------------- | ------ | ---------------- | ------ |
| Чемпіонат світу з боротьби 2001 | Японія | 58 кг            | 7      |
| Чемпіонат світу з боротьби 2002 | Японія | 60 кг            | 10     |
| Чемпіонат світу з боротьби 2003 | Японія | 60 кг            | 17     |
| Чемпіонат світу з боротьби 2005 | Японія | 60 кг            | 10     |
| Чемпіонат світу з боротьби 2006 | Японія | 60 кг            | 23     |
| Чемпіонат світу з боротьби 2007 | Японія | 60 кг            | Срібло |

## Виступи на Чемпіонатах Азії
| Змагання                       | Збірна | Вагова категорія | Місце  |
| ------------------------------ | ------ | ---------------- | ------ |
| Чемпіонат Азії з боротьби 2005 | Японія | 60 кг            | Бронза |

## Виступи на Азійських іграх
| Змагання           | Збірна | Вагова категорія | Місце  |
| ------------------ | ------ | ---------------- | ------ |
| Азійські ігри 2002 | Японія | 60кг             | Бронза |
| Азійські ігри 2006 | Японія | 60 кг            | Золото |

## Виступи на інших змаганнях
| Змагання                                 | Збірна | Вагова категорія | Місце  |
| ---------------------------------------- | ------ | ---------------- | ------ |
| Тестовий турнір FILA 1998                | Японія | 58 кг            | 7      |
| Олімпійський кваліфікаційний турнір 2000 | Японія | 58 кг            | 6      |
| Олімпійський кваліфікаційний турнір 2000 | Японія | 58 кг            | Бронза |
| Чемпіонат світу серед студентів 2000     | Японія | 58 кг            | Золото |
| Східноазійські ігри 2001                 | Японія | 58 кг            | Срібло |
| Міжнародний меморіал Дейва Шульца 2003   | Японія | 60 кг            | Золото |
| Олімпійський кваліфікаційний турнір 2004 | Японія | 60 кг            | Золото |
| Гран-прі Німеччини з боротьби 2004       | Японія | 60 кг            | 5      |
| Золотий Гран-прі з боротьби 2006         | Японія | 60 кг            | Бронза |
| Турнір Дана Колова — Николи Петрова 2007 | Японія | 60 кг            | 10     |
| Гран-прі Німеччини з боротьби 2008       | Японія | 60 кг            | Золото |
| Міжнародний меморіал Дейва Шульца 2010   | Японія | 60 кг            | 4      |